# Необходимое убийство
Необходимое убийство (англ. Essential Killing) — кинофильм режиссёра Ежи Сколимовского, снятый в 2010 году в совместном производстве Польша-Норвегия-Ирландия-Венгрия. Сценарий написан самим режиссёром совместно с Евой Пясковской.
Фильм был представлен публике 6 сентября 2010 года на Венецианском кинофестивале 2010 года.
Слоган — «Run to live… kill to survive» (Беги, чтобы жить… убей, чтобы выжить).

## Сюжет
Американские военные перевозят в Европу Мохаммеда, боевика исламского движения талибан, схваченного в Афганистане. Неожиданно происходит автокатастрофа, и пленнику удаётся бежать. Вырвавшись на свободу, преследуемый армией Мохаммед оказывается в незнакомой обстановке и в условиях непривычного климата. Теперь он готов на всё, чтобы выжить и вернуться домой!

## В ролях
- Винсент Галло — Мохаммед
- Эммануэль Сенье — Маргарет
- Дэвид Л. Прайс — допрашивающий офицер
- Николай Клеве Брош — пилот вертолёта
- Стиг Фроде Хенриксен — пилот вертолёта
- Фил Госс — военный врач
- Зэк Коэн — военный наёмник
- Ифтач Офир — военный наёмник
- Трэйси Спенсер Шипп — солдат
- Клаудиа Каса — велосипедистка
- Марк Гасперич — глава команды преследования

## Награды
- Особый приз жюри на Венецианском кинофестивале 2010 года и приз лучшему актёру (Кубок Вольпи) Винсенту Галло за изображение исламского беженца[2][3], а также награда CinemAvvenire за лучший фильм конкурса (по голосованию неофициального молодёжного жюри)[4].